# Chinedu Ede
Chinedu Ede (ur. 5 lutego 1987 w Berlinie Zachodnim) – niemiecki piłkarz występujący na pozycji napastnika. Od 2018 jest zawodnikiem VSG Altglienicke.

## Kariera
Ede jest wychowankiem klubu Reinickendorfer Füchse. W 1998 roku dołączył do juniorskiej drużyny Herthy Berlin. Do pierwszego zespołu dołączył w 2006 roku. W rozgrywkach Bundesligi zadebiutował 13 sierpnia 2006 roku w meczu przeciwko VfL Wolfsburg (0:0). W lipcu 2008 roku odszedł do MSV Duisburg. W jego barwach rozegrał 24 spotkania ligowe. W latach 2010–2012 występował w 1. FC Union Berlin, a w lipcu 2012 roku został piłkarzem 1. FSV Mainz 05. Był z niego wypożyczony do 1. FC Kaiserslautern i Anorthosisu Famagusta. W 2015 przeszedł do FC Twente.